# Doslovče
Doslovče je naselje u slovenskoj Općini Žirovnici. Doslovče se nalazi u pokrajini Gorenjskoj i statističkoj regiji Gorenjskoj. 

## Stanovništvo
Prema popisu stanovništva iz 2002. godine naselje je imalo 110 stanovnika.